# Freirinha-amarelada
Barbudinho-amarelado ou freirinha-amarelada (nome científico: Nonnula sclateri) é uma espécie de ave da família Bucconidae.
Pode ser encontrada na Bolívia, Brasil e Peru. Seus habitats naturais são: florestas subtropicais ou tropicais húmidas de baixa altitude.

## Descrição
A freirinha-amarelada é uma pequena ave, medindo cerca de 14–15,5 cm, com um bico preto longo e bastante pesado, e plumagem que é principalmente marrom e uniforme. Os loros, o queixo e a garganta são castanhos-avermelhados, sendo o queixo mais pálido. Os lados da cabeça são cinzentos, os flancos opacos fulvos e o centro do ventre esbranquiçado.

## Distribuição e habitat
Esta ave endêmica nas Américas. Pode ser encontrada nas planícies do sudoeste da Amazônia, do leste do Peru ao sul da Amazônia ao norte da Bolívia e a leste do sudoeste do Brasil até a margem oeste do rio Madeira. É estritamente confinada às terras baixas, e provavelmente é amplamente se não inteiramente encontrada abaixo de 300 m em suas áreas de distribuição.
Ocorre no sub-bosque da floresta húmida de várzea. Ocorre talvez com mais frequência nas bordas das matas de terra firme, matas de várzea e perto de bambus. É considerada uma ave incomum.